# Amen (Band)
Amen ist eine seit 1994 bestehende Punk/Metal-Band aus Los Angeles.

## Geschichte
Die Formation wurde von Casey Chaos, Sänger und einziges beständiges Mitglied, zusammen mit Paul Fig gegründet. 1999 wurde die Band um den ex-Ugly Kid Joe Schlagzeuger Shannon Larkin, den ex-Snot Mitgliedern Sonny Mayo (Gitarre) und John "Tumor" Fahnestock (Bass) erweitert. Bei dem Major-Label Roadrunner Records kam das Album Amen auf den Markt. Mit dem Wechsel zu Virgin Records und der 2000 folgenden LP We Have Come for Your Parents gelingt der Durchbruch. Nach drei Singleauskopplungen wurde es jedoch nach außen hin still um die Band, innerhalb der Formation jedoch kam es fast zum Zerwürfnis. Die Frustration dieser Zeit verarbeitete Casey Chaos im Album Join, or Die, das mit den Gitarristen Matt Montgomery und ex-Black Halos Rich Jones, Scott S. Sorry (Bass), und Luke Johnson (Schlagzeug) aufgenommen wurde. In dieser Zeit wurde die Band im Vereinigten Königreich innerhalb der Szene extrem populär. Zeitschriften, wie Metal Hammer und Kerrang! gaben Bestnoten für die bereits erschienenen Tonträger, vergaben Preise und riefen die Band zum neuen Sound des 21. Jahrhunderts aus. Trotz der Trennung vom Label Virgin Records spielte die Band im Sommer 2002 auf mehreren Festivals in England.
Chaos lernte im Herbst auf einem Festival in Australien Daron Malakian, Gitarrist von System of a Down kennen. Malakian war begeistert vom Projekt Amen und brachte Chaos dazu, bei seinem Label EatUrMusic zu unterschreiben. 2004 erschien das Album Death Before Musick.
Im Herbst 2007 tourte Amen für zwei Monate in England, seitdem ist es ruhig um die Band geworden.
Im Dezember 2024 starb Frontmann Casey Chaos.

## Diskografie

### Alben
- 1994: Slave (Drag-U-La Records)
- 1999: Amen (Roadrunner Records)
- 2000: We Have Come for Your Parents (Virgin Records)
- 2003: Join, or Die (Refuse Music)
- 2004: Death Before Musick (EatUrMusic / Columbia)
- 2005: Gun of a Preacher Man (Live-Album, Secret)

### Boxset
- 2005: Pisstory, A Catalogue of Accidents / A Lifetime of Mistakes (Refuse Music)

### Singles
- 2000: Coma America (Roadrunner Records)
- 2001: The Price Of Reality (Virgin Records)
- 2001: Too Hard To Be Free (Virgin Records)
- 2001: The Waiting 18 (Virgin Records)
- 2004: California's Bleeding (EatUrMusic/Columbia)

### DVDs
- 2004: Caught in the Act (Live, Secret)